# フランチェスコ・モリエーロ
- フランチェスコ・モリエロ

フランチェスコ・モリエーロ（Francesco Moriero, 1969年3月31日 - ）は、イタリア・プッリャ州レッチェ出身の元同国代表サッカー選手、現サッカー指導者。現役時代のポジションはMF。

## クラブ経歴
USレッチェでキャリアを始め、1992-93シーズンからの2シーズンをカリアリ・カルチョで過ごした。1994-95シーズン開幕前、SSラツィオの監督に就任したズデネク・ゼーマンが獲得を希望し、ラツィオが交渉を始めていたが、カリアリ時代に指導を受けた、カルロ・マッツォーネ がASローマの監督に就任したことから、ローマへの移籍を選択した。3シーズン在籍し、88試合で11得点を挙げ、ドリブルでのサイド突破でファンを沸かせるなど、人気を集めた。一方でチームは、5位が2回、12位が1度と、大きな成果は残せなかった。1996-97シーズン以降の契約は更新されず、ローマを離れることになった。
1997年の夏、イングランドのダービー・カウンティと契約を結ぶため、イングランドに行くところであったが、ACミランのガリアーニから連絡を受け、1度はミランと契約した。しかし、アンドレ・クルスのミラン移籍に絡んで、インテルナツィオナーレ・ミラノのルイジ・シモーニ監督の希望で、とインテルと契約することとなった。当時インテルではハビエル・サネッティが同じ中盤の右サイドを務めていたため、余り出場出来ない可能性もあったが、プレシーズンの試合において、クロスから多くの得点をアシストするなど、活躍したことにより、サネッティが左サイドでプレーすることとなり、ポジションを得た。この1997-98シーズン、公式戦44試合で6得点、好調なプレーを見せ、イタリア代表デビューを果たした。しかし、リーグはユヴェントスに競り負け2位に終わるが、UEFAカップを制した。1998-99シーズン、数度の監督交代と、怪我に悩まされ、公式戦18試合1得点に終わった。2000-01シーズン、マルチェロ・リッピ監督が就任、シーズン後半戦は殆ど起用されずに終わった。
2000年からの2シーズンをSSCナポリで過ごした後、現役引退を表明した。

## 代表経歴
イタリア代表としては1998年1月のスロバキアとの試合で代表デビューし、この試合で2アシストを記録した。4月のパラグアイとの親善試合において、代表初得点と2点目のゴールを決めた。同年。1998年ワールドカップでは、グループリーグ第1戦はアンジェロ・ディ・リービオが起用されたが、第2戦のカメルーン戦で先発起用され、クリスチャン・ヴィエリの得点をアシストした。以降、ディ・リービオから先発の座を奪い、合計4試合に出場した。1999年10月9日、ユーロ予選のベラルーシ戦が代表最後の試合となった。

## 指導者歴
2002年に現役を引退。引退後は監督として、アフリカ・スポール、SSランチャーノ、FCクロトーネを渡り歩く。2009年夏にフロジノーネ・カルチョの監督に就任。
2014年7月2日、レガ・プロに所属するUSカタンザーロの指揮官の座に就いたが、同年11月9日に解任が発表された。2016年3月1日、レガ・プロで下位に苦しむカルチョ・カターニアの監督に就任したが、シーズン終了をもってクラブを離れた。
2017-18シーズンよりセリエCのSSサンベネデッテーゼ・カルチョを指揮したが、2017年11月8日に辞任することが発表された。2018年6月30日に監督に復帰した。
2019年6月、カヴェーゼ1919の監督に就任した。
2020年12月30日、KSディナモ・ティラナの監督に就任した。
2021年10月21日、モルディブ代表の監督に就任した。

## 代表歴

### 出場大会
- イタリア代表
  - 1998 FIFAワールドカップ

### 試合数
- 国際Aマッチ 8試合 2得点（1998年-1999年）[8]

| イタリア代表 | 国際Aマッチ | 国際Aマッチ |
| 年           | 出場        | 得点        |
| ------------ | ----------- | ----------- |
| 1998         | 7           | 2           |
| 1999         | 1           | 0           |
| 通算         | 8           | 2           |

## タイトル
インテル
- UEFAカップ : 1997-98